# إكسبو 2017
معرض إكسبو الدولي 2017 المقرر عقده في أستانا، كازاخستان.

## استضافة الحدث
في 1 يوليو 2010. خلال الدورة 147 في الجمعية العامة من البلدان الأعضاء في المكتب الدولي للمعارض ، الذي عقد في مقرها في باريس ، كازاخستان أعلنت عن نيتها للمشاركة في عملية تقديم العطاءات لاستضافة المعرض الدولي المتخصص في أستانا في عام 2017، وبالتالي إعطاء المدن مع عروض مضادة ستة أشهر للرد. مرشح واحد فقط المدينة الأخرى المطبقة لييج في بلجيكا . وقد تم اختيار المرشح الفائز من قبل المكتب الدولي للمعارض يوم 22 نوفمبر 2012 في باريس .

## المدن المرشحة
| المدينة | الدولة    | عنوان المعرض                                   |
| ------- | --------- | ---------------------------------------------- |
| استانا  | كازاخستان | طاقة المستقبل                                  |
| لييج    | بلجيكا    | ربط العالم، ربط الناس، لكي يعيش معاً بشكلاً أفضل |